# Listen (logiciel)
Pour les articles homonymes, voir Listen.
Listen est un lecteur audio libre.

## Spécifications
Il est encore en développement donc potentiellement instable.
On peut le décrire comme étant une transposition du lecteur audio amarok pour l'environnement de bureau Gnome et en langage python.
On retrouve d'ailleurs beaucoup de son grand frère dans ses caractéristiques:
- Gestion avancée des listes de lectures, et accès par internet :
  - à la page wikipédia de l'artiste, de l'album, ou de la chanson.
  - aux paroles des chansons
  - aux images des pochettes des albums (par Amazon).
  - aux artistes les plus proches (par last.fm)
- Gestion des web radio et du podcasting
- Transfert depuis et vers les CD audio par Sound Juicer et Serpentine
- Support de l'iPod